# Dasyhelea schizothrixi
Dasyhelea schizothrixi är en tvåvingeart som beskrevs av Lee och Wirth 1989. Dasyhelea schizothrixi ingår i släktet Dasyhelea och familjen svidknott.
Artens utbredningsområde är Singapore. Inga underarter finns listade i Catalogue of Life.